# Esmond Edwards
Esmond Edwards (* 29. Oktober 1927 in Kingston, Jamaika; † 20. Januar 2007 in Santa Barbara, Kalifornien) war ein amerikanischer Fotograf und Musikproduzent. Er war 1975 bis 1977 der letzte Produzent von Impulse! Records.

## Leben

Logo von Prestige Records

Edwards Eltern, Lucille und Moses Edwards stammen aus Kingston, Jamaica, wo Edmond Edwards geboren wurde. Als Kind wuchs er zunächst in New York City auf, dann kehrte seine Familie nach Kingston zurück. Später lebte die Familie wieder im New Yorker Stadtteil Harlem und in Washington Heights. Nach seiner Schulzeit in New York City besuchte er das City College of New York. Anschließend studierte er Radiographie am Jersey City Medical Center, verlagerte sein Interesse dann aber auf die
Fotografie und den Jazz. Edwards’ fotografisches Werk wurde später in New Yorks Lincoln Center Jazz Archives ausgestellt und erschien in The New York Times Magazine und der Zeitschrift Photography.
Esmond Edwards arbeitete zu Beginn seiner Karriere für das Jazzlabel Prestige Records, dessen Gründer Bob Weinstock ihn zunächst als Fotograf eingestellt hatte. 1957 wurde er Produzent von Plattensessions namhafter Jazzgrößen wie John Coltrane und (später) Eric Dolphy. Edwards war einer der ersten afro-amerikanischen Produzenten im US-amerikanischen Musik-Business. Edwards arbeitete nach seiner Zeit bei Prestige 1967 als Plattenproduzent beim Major-Label Verve Records, als dieses zum MGM-Konzern gehörte.

Logo von Impulse! Records

Im Jahr 1970 wurde er Vize-Präsident (A&R) bei Chess Records. Später arbeitete er bei MGM, Columbia, Polydor und schließlich als letzter Produzent bei Impulse! Records von 1975 bis zum Ende des Labels 1977. Neben Produktionen mit Keith Jarrett, Sam Rivers, Marion Brown und Dewey Redman versuchte er eine Neuausrichtung des Avantgarde Jazzlabels mit Künstlern wie Gloria Lynne, Betty Carter, Bobby Bland und B. B. King sowie Les McCann. Neben seiner Arbeit als Produzent war er auch als Komponist und Arrangeur tätig.
Für seine Arbeit erhielt Edwards zahlreiche Gold & Platin-Schallplatten für Produktionen von Miles Davis, George Benson, John Coltrane, Chuck Berry, Etta James, Ramsey Lewis, B.B. King, Keith Jarrett und anderen. Er fotografierte viele dieser Künstler für die Cover zahlreicher Aufnahmen. Edwards erhielt eine Grammy-Nominierung für das Album des Broadwaymusicals Your Arms Too Short to Box with God.